# Bošamarin
Bošamarin (italijansko Bossamarino) je naselje v  Slovenski Istri, ki upravno spada pod Mestno občino Koper. Naselje v koprskem zaledju ima nekaj več kot 600 prebivalci.
Naselje se nahaja na območju, kjer avtohtono živijo pripadniki italijanske narodne skupnosti in kjer je poleg slovenščine uradni jezik tudi italijanščina.